# Canon EOS DCS 3
Canon EOS DCS 3 (другое название — Kodak Professional EOS-DCS 3) — цифровой однообъективный зеркальный фотоаппарат, созданный совместно компаниями Kodak и Canon в июле 1995 года на базе профессионального малоформатного фотоаппарата Canon EOS-1N. Эта модель стала второй, после выпущенной в марте того же года камеры Canon EOS DCS 5 (Kodak Professional EOS-DCS 5). За обработку изображения отвечает цифровой задник, аналогичный использованному в камерах Kodak DCS 420 и Kodak NC2000e на шасси Nikon F90.

## Конструкция
Задник надевается на стандартный корпус Canon EOS-1N вместо съёмной задней крышки, а его ПЗС-матрица формирует цифровое изображение с разрешением 1,3 мегапикселей. На фотоаппарат возможна установка любых объективов с байонетом Canon EF, однако используется только центральный участок изображения из-за небольшого физического размера матрицы. Диагональ матрицы в 1,5 раза меньше диагонали малоформатного кадра, поэтому угол поля зрения объективов уменьшается на ту же величину, соответствующую кроп-фактору. На фокусировочный экран нанесена разметка, обозначающая используемую часть поля зрения, отображаемого целиком. 
Для хранения изображений используется 2,5-дюймовый жёсткий диск с интерфейсом PCMCIA ёмкостью 340 мегабайт, файлы сохраняются в проприетарном формате Kodak, имеющем расширение TIF. Как и все первые цифровые гибриды, EOS DCS 3 не комплектовался встроенным конвертером в формат JPEG, требуя последующей конвертации на внешнем компьютере. Первый цифровой зеркальный фотоаппарат, способный самостоятельно конвертировать отснятые файлы в формат JPEG (процесс конвертации одного кадра занимал примерно 25 секунд), Kodak DCS 315, появился спустя 3 года. EOS DCS 3 позволял вести серийную съёмку с частотой до 2,8 кадров в секунду. Связь с компьютером осуществляется через порт SCSI, а для перезарядки жёстковстроенного аккумулятора предусмотрен 7-штырьковый разъём Mini-DIN.
Цифровой задник оснащён только одним жидкокристаллическим дисплеем, отображающим статус записи и состояние батареи. Поэтому контроль изображения сразу после съёмки на фотоаппарате невозможен. Предусмотрено удаление последнего записанного кадра специальной кнопкой. Кроме стандартной версии EOS DCS 3c, формирующей цветное изображение RGB, существовали чёрно-белая EOS DCS 3m и инфракрасная EOS DCS 3ir, светочувствительность которых была в два раза выше за счёт большей площади элементарных фотодиодов и отсутствия цветоделительного массива светофильтров. Устройство оснащалось несъёмным никель-металлгидридным аккумулятором, от которого питались цепи фотоаппарата и цифрового блока. Полностью заряженного аккумулятора хватало на 1000 снимков. Цена в момент выхода составляла 22 300 долларов США. Камеры серии DCS (Digital Camera System) производились совместно с Kodak.
В декабре 1995 года Canon и Kodak представили модель Canon EOS DCS 1 (Kodak Professional EOS-DCS 1), обладающую сенсором размера APS-H с разрешением 6 мегапикселей, но меньшей скоростью съёмки: следующий кадр можно было снять только через 1,6 секунды после предыдущего.